# Los Angeles Sparks 1998
La stagione 1998 delle Los Angeles Sparks fu la 2ª nella WNBA per la franchigia.
Le Los Angeles Sparks arrivarono terze nella Western Conference con un record di 12-18, non qualificandosi per i play-off.

## Roster
| N° | Naz.                    | Ruolo | Sportivo            | Anno | Alt. | Peso |
| -- | ----------------------- | ----- | ------------------- | ---- | ---- | ---- |
| 4  | RD del Congo (bandiera) | G     | Mwadi Mabika        | 1976 | 180  | 75   |
| 5  | Stati Uniti (bandiera)  | G     | Allison Feaster     | 1976 | 180  | 76   |
| 9  | Stati Uniti (bandiera)  | C     | Lisa Leslie         | 1972 | 196  | 77   |
| 10 | Stati Uniti (bandiera)  | G     | Jamila Wideman      | 1975 | 168  | 61   |
| 11 | Stati Uniti (bandiera)  | G     | Penny Toler         | 1966 | 173  | 60   |
| 12 | Stati Uniti (bandiera)  | GA    | Katrina Colleton    | 1971 | 178  | 63   |
| 14 | Paesi Bassi (bandiera)  | AC    | Sandra van Embricqs | 1968 | 191  | 79   |
| 15 | Stati Uniti (bandiera)  | G     | Erin Alexander      | 1975 | 170  | 64   |
| 20 | Stati Uniti (bandiera)  | A     | Octavia Blue        | 1976 | 185  | 74   |
| 21 | Stati Uniti (bandiera)  | G     | Tamecka Dixon       | 1975 | 175  | 67   |
| 28 | Cina (bandiera)         | C     | Zheng Haixia        | 1967 | 203  | 115  |
| 30 | Stati Uniti (bandiera)  | A     | Pamela McGee        | 1962 | 191  | 82   |
| 40 | Stati Uniti (bandiera)  | C     | Eugenia Rycraw      | 1968 | 191  | 79   |
|    | Stati Uniti (bandiera)  | GA    | Michelle Reed       | 1973 | 180  | 75   |

## Staff tecnico
- Allenatori: Julie Rousseau (7-13) (fino al 31 luglio)[1], Orlando Woolridge (5-5)
- Vice-allenatori: Orlando Woolridge (fino al 31 luglio), Colleen Matsuhara